# 폴리스 아카데미 3 - 재훈련
《폴리스 아카데미 3 - 재훈련》(Police Academy 3: Back In Training)는 미국에서 제작된 제리 페리스 감독의 1986년 코미디 영화이다. 스티브 구텐버그 등이 주연으로 출연하였고 폴 마스랜스키 등이 제작에 참여하였다.
전반적으로 부정적인 평가를 받았음에도 불구하고 박스오피스에서는 전반적으로 성공하였다.

## 출연

### 주연
- 스티브 구텐버그 - 캐리 마호니 경사 역
- 부바 스미스 - 모지스 하이타워 경사 역
- 데이비드 그라프 - 유진 태클베리 경사 역
- 마이클 윈슬로우 - 라벨 존스 경사 역
- 마리온 램지 - 훅스 경사 역
- 레슬리 이스터브룩 - 데비 캘라한 경위 역
- 아트 메트라노
- 팀 카즈린스키
- 밥 골드웨이트
- 조지 게인스 - 에릭 라사드 치안정감 역

### 조연
- 숀 웨더리
- 스콧 톰슨
- 브란트 폰 호프만
- 브루스 말러
- 에드 넬슨

## 기타
- 원조: 닐 이스라엘
- 원조: 팻 프로프트
- 미술: 트레버 윌리엄스
- 배역: 펀 챔피온
- 배역: 파멜라 바스커

## 한국어 더빙 성우진

### MBC (1991년 9월 22일)
- 이인성 - 마호니 (스티브 구텐버그)
- 신성호 - 하이타워 (부바 스미스)
- 박기량 - 태클배리 (데이비드 그라프)
- 이종혁 - 제드 (밥 골드웨이트)
- 정미연 - 훅스 (마리온 램지)
- 양지운 - 마우저 교장 (아트 메트라노)
- 김수희 - 캘라한 (레슬리 이스터브룩)
- 이규연 - 라사드 교장 (조지 게인스)
- 한규희
- 윤지하
- 홍승옥
- 이성
- 탁재인
- 권혁수
- 김윤정
- 최상기
- 박영희
- 이윤연
- 김영훈
- 성유진

### KBS (1999년 9월 24일)
- 홍성헌 - 마호니 (스티브 구텐버그)
- 김준 - 하이타워 (부바 스미스)
- 유동현 - 태클베리 (데이비드 그라프)
- 김소형 - 존스 (마이클 윈슬로우)
- 이연희 - 캘러한 (레슬리 이스터브룩)
- 박은숙 - 훅스 (마리온 램지)
- 김현직 - 라싸드 학장 (조지 게인스)
- 조동희 - 마우저 (아트 메트라노)
- 온영삼 - 허스트 국장 (조지 R. 로버트슨)
- 장호비 - 프록터 (랜스 킨시)
- 김익태 - 스윗척 (팀 카즈린스키)
- 김혜미 - 카렌 (숀 웨더리)
- 이재용 - 패클러 (브루스 말러)
- 이호인